# مراد سلار
حكمت مراد سلار (بالتركية: Hikmet Murat Salar) ـ (ولد في هيلدسهايم بألمانيا الغربية في 23 نوفمبر 1976) هو لاعب وسط ومهاجم كرة قدم تركي معتزل، يعمل حاليًا مديرًا فنيًا لفريق أرمينيا هانوفر.

## لاعبًا
ولد سلار في ألمانيا لأب تركي وأم مصرية، ولعب 49 مباراة في الدوري التركي الممتاز، كما خاض 4 مباريات سنة 1994 في صفوف منتخب تركيا للشباب (تحت 18 سنة)، ومع ذلك صرّح لاحقًا برغبته في اللعب في صفوف المنتخب المصري.

## مديرًا فنيًا
في 22 أبريل عُين سلار مديرًا فنيًا لنادي أوردينغن 05، وظل في هذا المنصب إلى يوم 18 مايو 2015، وفي أبريل 2016 عُين مديرًا فنيًا لفريق أرمينيا هانوفر.

## روابط خارجية
- مراد سلار على موقع اتحاد تركيا (لاعب) (الإنجليزية)
- مراد سلار على موقع قاعدة بيانات كرة القدم.إي يو (الإنجليزية)
- مراد سلار على موقع عالم كرة القدم.نت (الإنجليزية)